# Charles Lacquehay
Charles Lacquehay (París, 4 de noviembre de 1897-París, 3 de octubre de 1975) fue un deportista francés que compitió en ciclismo en las modalidades de pista y ruta. Ganó tres medallas en el Campeonato Mundial de Ciclismo en Pista entre los años 1933 y 1936.

## Medallero internacional
| Campeonato Mundial | Campeonato Mundial | Campeonato Mundial | Campeonato Mundial |
| Año                | Lugar              | Medalla            | Competición        |
| ------------------ | ------------------ | ------------------ | ------------------ |
| 1933               | París (Francia)    | Medalla de oro     | Medio fondo (P)    |
| 1935               | Bruselas (Bélgica) | Medalla de oro     | Medio fondo (P)    |
| 1936               | Zúrich (Suiza)     | Medalla de plata   | Medio fondo (P)    |

## Palmarés

### Pista
- 1926
  - 1.º en los Seis días de París (con Georges Wambst)
  - 1.º en los Seis días de Berlín (con Georges Wambst)
- 1927
  - 1.º en los Seis días de Breslau (con Georges Wambst)
- 1928
  - 1.º en los Seis días de París (con Georges Wambst)
  - 1.º en los Seis días de Niza (con Georges Wambst)
  - 1.º en el Premio Dupré-Lapize (con Georges Wambst)
- 1933
  - Campeón del mundo de Medio Fondo 
  - Campeón de Francia de Medio Fondo
- 1935
  - Campeón del mundo de Medio Fondo

### Ruta
- 1922
  - 1.º en la París-Chauny
- 1923
  - 1.º en la Polymultipliée
  - 1.º en la Niza-Mont Agel
  - 1.º en el Circuito de Alençon
- 1925
  - 1.º en el Circuito de París
- 1928
  - 1.º en el Critérium de As